# 法典論争
法典論争（ほうてんろんそう、独: Kodifikationsstreit）とは、19世紀のドイツにおいて、主にサヴィニーとティボーの間で争いになった法典編纂の是非を巡る議論。

## 概要
事の発端は、ナポレオンの失脚後間もないドイツで、レーベルクが『ナポレオン法典とそのドイツへの導入をめぐって』(Über den Code Napoléon und dessen Einführung in Deutschland. )との著書を発表し、ナポレオンの侵攻に伴い導入されたフランス民法典を廃し、旧来のゲルマン法を復活させるべきだと主張したことにある。
これに対し、1814年、ティボーは、『統一的ドイツ一般民法典の必要性について』(Über die Notwendigkeit eines allgemeinen bürgerlichen Rechts für Deutschland) を著して複数のゲルマン法によって分裂状態にあったドイツに統一的な法典を導入する事によって統一の障害になっている法制の統一すべしと反論をすると、同年、これを非現実的と見るサヴィニーが『立法と法学に対するわれわれの時代の使命について』(Vom Beruf unserer Zeit für Gesetzgebung und Rechtswissenschaft)を発表して論争に加わった。
この論争が歴史学派の台頭とその後のロマニステンとゲルマニステンの分裂・対立を招き、その後のドイツ法のあり方にも影響を与えた。